# Новогригорьевка (Ростовская область)
Новогригорьевка — хутор в Октябрьском районе Ростовской области.
Входит в состав Краснокутского сельского поселения.

## География

### Улицы
- ул. Кирова,
- ул. Садовая,
- ул. Степная,
- ул. Чапаева.

## Население
| 2010 |
| ---- |
| 501  |